# Wolf Vostell
Wolf Vostell (Leverkusen, 14 de outubro de 1932 - Berlim, 3 de abril de 1998) foi um pintor e escultor alemão e uma figura fundamental da arte na segunda guerra, metade do século XX. Foi um dos pioneiros da Instalação, Videoarte, do Happening e do Fluxus.

## Vida artística
Em 1954, iniciam-se as actividades artísticas de Wolf Vostell, com os seus primeiros desenhos, dé-coll/ages, os seus primeiros Happenings e o uso de televisores nas suas obras. No início da década de 1960, Wolf Vostell é pioneiro e figura fundamental da Videoarte com a su video Sun in your head, de 1963 é também com a sua instalações 6 TV Dé-coll/age de 1963.
Paralelamente ao início da sua ampla criação, Wolf Vostell estabelece a origem do seu Arquivo Vostell, em 1959. Com grande perseverança e continuidade, Vostell começa a coleccionar minuciosamente documentos fotográficos, textos artísticos, correspondência pessoal com artistas como Nam June Paik, Joseph Beuys, Dick Higgins e muitos outros, artigos de imprensa, convites para eventos artísticos e, sobretudo, livros que reflectem no seu conteúdo os movimentos artísticos dentro dos quais Vostell se exprimiu. Outra parte fundamental do Arquivo Vostell é uma base fotográfica da extensa e multifacetada obra de Wolf Vostell.
O Arquivo Vostell inclui também uma biblioteca geral de cerca de 6 000 livros que reúnem todos os géneros da história da arte. O volume total do Arquivo Vostell compreende aproximadamente 25 000 documentos, que constituem uma base inestimável de informação, investigação e inspiração. Em 2005, a Junta da Estremadura adquire o Arquivo Vostell e anexa-o ao Museu Vostell Malpartida.
Em 1992, a cidade de Colónia recebe uma grande retrospectiva da obra de Wolf Vostell, que é distribuída por seis museus diferentes da região. Os museus que apresentaram a retrospectiva foram o Stadtmuseum Köln, Kunsthalle Köln, Rheinisches Landesmuseum Bonn, Kunsthalle Mannheim, Schloss Morsbroich Leverkusen e Städtisches Museum Mülheim Ruhr. David Vostell realiza um filme documental com o título Vostell 60 - Rückblick 92 sobre esta retrospectiva.
Wolf Vostell morreu de insuficiência cardíaca, em 1998. Túmulo de Wolf Vostell no Cementerio Civil de la Almudena do Madrid.

## Obras seleccionadas
- Korea Massaker, 1953
- Zyklus Guadalupe, 1958

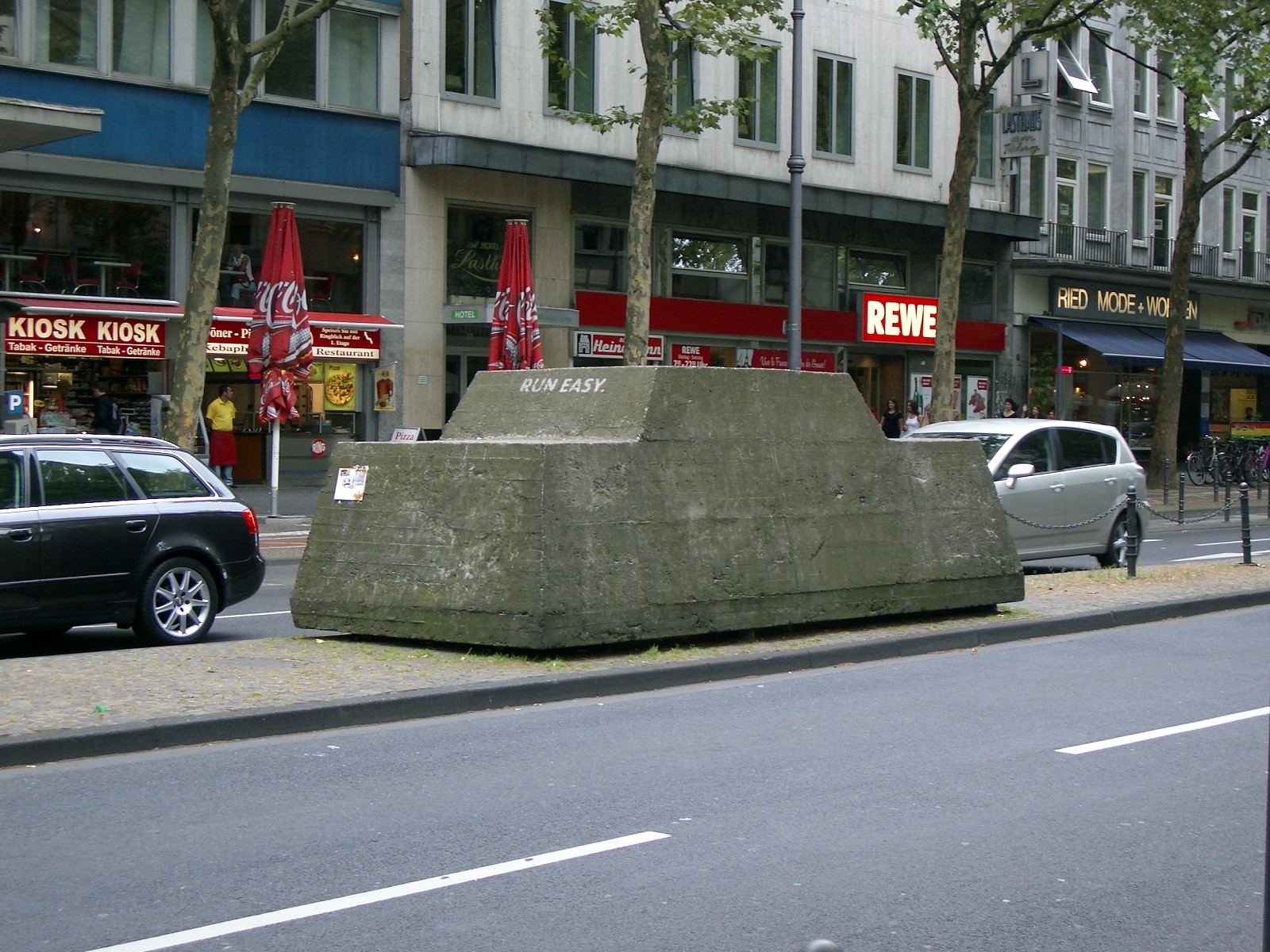
Wolf Vostell, Ruhender Verkehr, 1969, Colonia

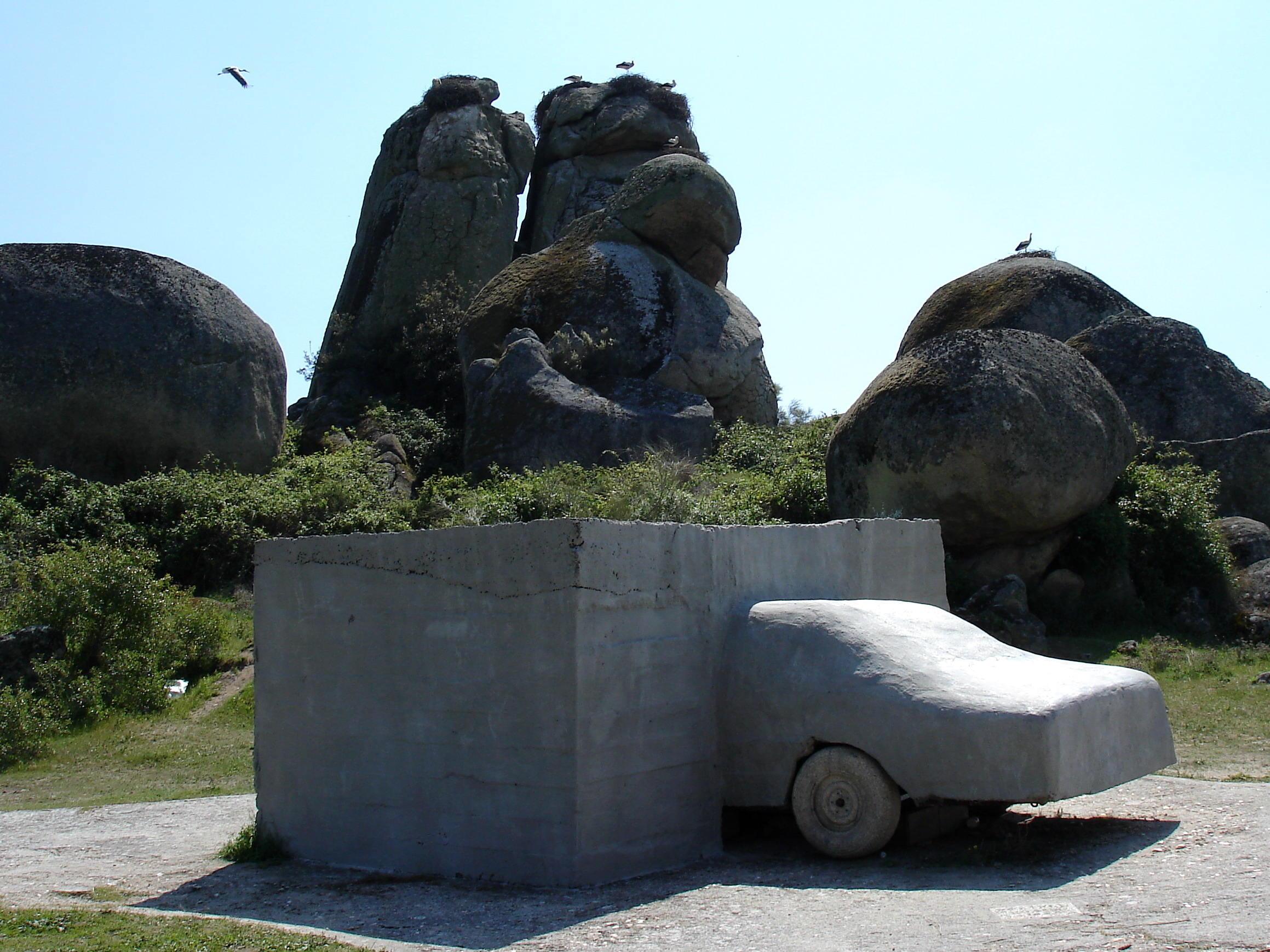
Wolf Vostell, VOAEX, 1976, Museo Vostell Malpartida.

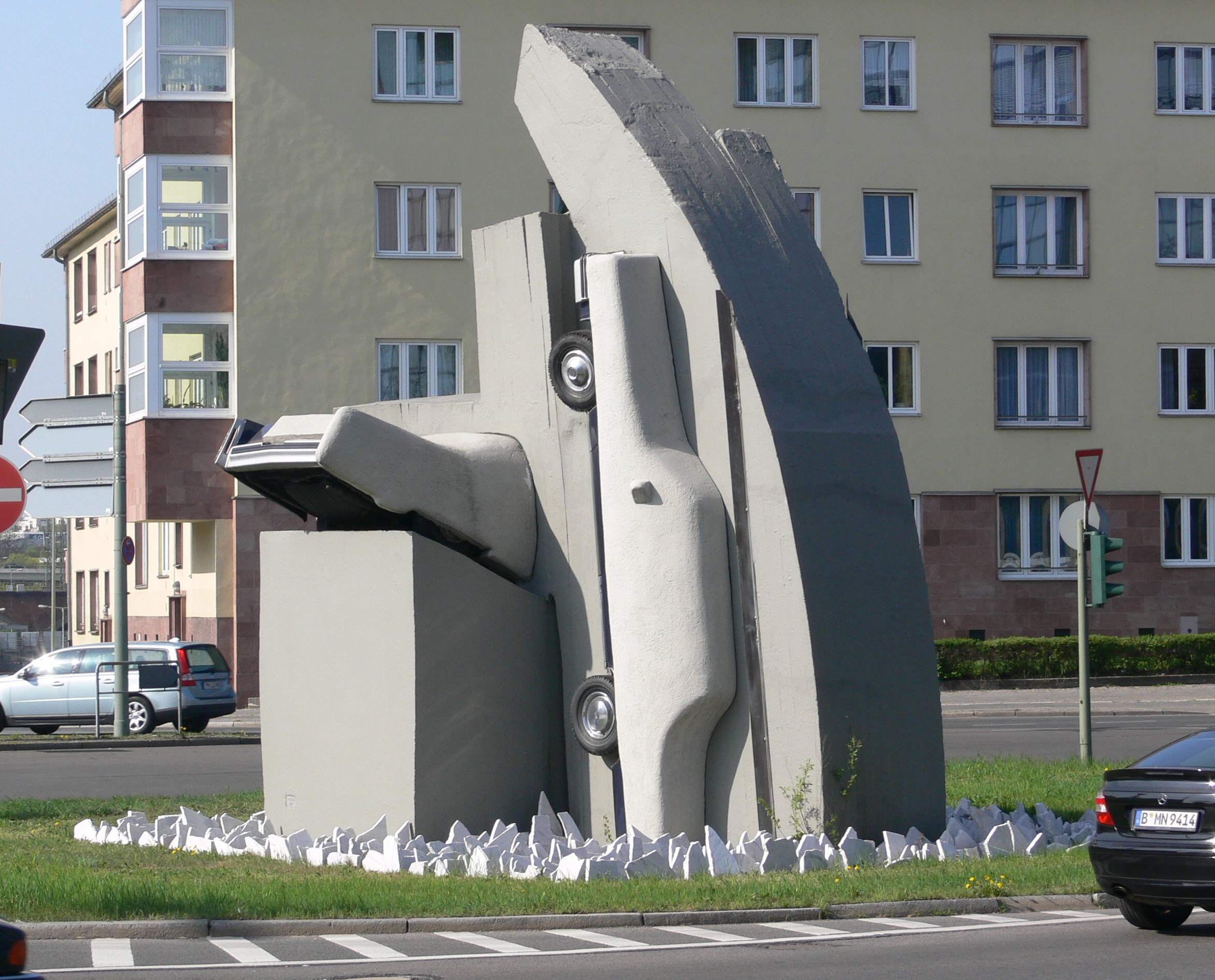
Wolf Vostell, Zwei Beton Cadillacs in Form der nackten Maja, 1987, na Rathenau Platz, Berlim.

- Das schwarze Zimmer, 1958, Berlinische Galerie, Berlin
- Transmigracion, I-III,[4] 1958
- Das Theater ist auf der Straße, 1958, Happening
- Rue de Buci, 1960, Dé-coll/age
- Ihr Kandidat, 1961, Dé-coll/age, Haus der Geschichte der Bundesrepublik Deutschland[5]
- Coca-Cola 1961, Dé-coll/age[6] museo Ludwig
- Cityrama, 1961, Happening
- Wochenspiegel Beatles, 1961, Dé-coll/age, Saarlandmuseum
- Marilyn Monroe,[7] 1962,  Dé-coll/age
- Zyklus Kleenex,[8] 1962
- Marilyn Monroe Idolo,[9] 1963, Dé-coll/age
- Sun in your head, 1963, Video
- 6 TV De-coll/age,[2] 1963, Museu Nacional Centro de Arte Reina Sofia
- You, 1964,
- Wir waren so eine Art Museumsstück, 1964, Berlinische Galerie, Berlin
- Goethe Heute, 1967, Sprengel Museum Hannover
- Hommage an Henry Ford und Jaqueline Kennedy, 1967, Ludwig Museum
- Elektronischer Dé-coll/age Happening Raum, 1968, Neue Nationalgalerie, Berlin
- Hours of fun, 1968, Berlinische Galerie Berlin
- Miss America,[10] 1968, Museo Ludwig
- Jetzt sind die Deutschen wieder Nr. 1 in Europa, 1968, Museu Nacional Germânico, Bonn
- B-52 - Lippenstift Bomber,[11] 1968
- Ruhender Verkehr, 1969, Colonia
- Concrete Traffic, 1970, Chicago
- Heuschrecken, 1970,[12] MUMOK, Vienna
- Auto-Fieber, 1973,[13] Museo Vostell Malpartida
- Energie, 1973
- VOAEX,[14] 1976, (Viaje de (H)ormigon por la Alta Extremadura), Museo Vostell Malpartida[15]
- Die Winde,[16] 1981[17]
- Die Steine, 1981
- Taxistand, 1983
- Zyklus Beton Tango, 1985
- Zyklus Milonga, 1986
- Zyklus Majas, 1986
- Mythos Berlin, 1987, Museo Vostell Malpartida
- Zwei Beton Cadillacs in Form der nackten Maja, 1987, Rathenauplatz, Berlin
- La Tortuga, 1988, Marl
- Schule von Athen, 1988, Rheinisches Landesmuseum Bonn
- Tauromaquia mit BMW Teil, 1988
- 9. November 1989 Berlin, 1989
- Zyklus Der Fall der Berliner Mauer, 1989
- Berlin, 1990
- Le Choc,[18] 1990
- Auto-TV-Hochzeit, 1991, Zentrum für Kunst und Medientechnologie[19]
- Kafkas Boot, 1991
- Zyklus Weinende, Hommage a Anne Frank, 1992
- Arc de Triomphe N°1, 1993
- A-Z, 1995, Museu Estremenho e Ibero-americano de Arte Contemporânea
- Drei Grazien auf dem Weg zum Ende des XX. Jahrhunderts, 1995
- Jesus mit TV Herz, 1996
- Shoah 1492-1945, 1997
- Maja Azul I, 1997
- Ritz, 1998